# Jean-Baptiste Hubert
Pour les articles homonymes, voir Hubert.
Jean-Baptiste Hubert, né le 1er mai 1781 à Chauny - Aisne, de Jean Baptiste  Hubert, éclusier, receveur du canal, et de Marie Catherine Guette, décédé le 22 septembre 1845 à Rochefort, est un architecte naval et un ingénieur de la Marine. 

## Biographie
Formé à Polytechnique,, où il entre le 20 décembre 1797 à 16 ans et demi, il est envoyé à Brest en 1799 où il restera jusqu'en 1804, il arrive à l'arsenal de Rochefort en 1805 comme sous-ingénieur de première classe jusqu'en 1812, il est détaché à Bordeaux de 1812 à 1814 puis renvoyé à Rochefort où il termine sa carrière d'ingénieur maritime comme directeur des constructions navales.
Ses contributions ont été fort nombreuses,. Il réalise entre autres diverses machines utiles à la fabrication des cordes pour la Corderie royale de Rochefort, des machines à fabriquer les gournables, des moulins à vent spécialisés, et une quinzaine de navires. Il est également à l'origine de la modernisation de l'arsenal de Rochefort.
Il est fait chevalier de l'ordre royal de la Légion d'honneur en juillet 1814, officier en avril 1833, puis commandeur en juin 1842, il est également fait chevalier de Saint-Louis en 1824. Il a été membre du conseil général de la Charente-Inférieure. Il est élu correspondant de l'Académie des sciences, section de mécanique, le 30 novembre 1818.
Il épouse le 25 mai 1819 à Voutron, ancienne commune disparue, Marie Jeanne Pain, née le 18 août 1781.[réf. obsolète]

## Quelques réalisations

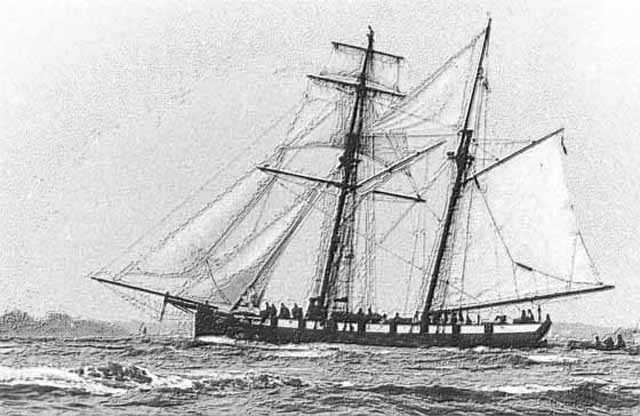
La Recouvrance, goélette à hunier, réplique des goélettes de type Iris.

- Moulin à draguer la vase dont une maquette se trouve au Musée national de la Marine de Rochefort[15],[16],[17]
- Moulin à scie à Rochefort[17],[18]
- Plans de L'Iris, goélette à hunier, dessinée en 1817 et construite à Brest[19]. L'actuelle goélette La Recouvrance, construite entre 1990 et 1992, est une réplique de L'Iris[19],[20].
- Plan d’un bâtiment destiné à recevoir un appareil à vapeur de la force de 160 ch. Le Sphinx, plan type (Rochefort, le 21 octobre 1828) et projet de mâture et de voilure pour le bateau à vapeur le Sphinx par (Rochefort, le 15 juin 1829)[21]. Le Sphinx marque le début de la propulsion à vapeur des navires de guerre français[22],[23],[24],[25]
- Plans du Météore, aviso à roues, en 1833[22],[26]
- Plan d’un bâtiment à vapeur de la force de 220 ch le Pluton construit, sur les plans du Véloce, par Hubert, directeur des constructions, Rochefort, le 27 août 1836[27]
- Plan d’un bâtiment destiné à porter un appareil à vapeur de la force de 220 ch.,Le Véloce, (Rochefort, le 27 août 1836)[28]
- Plan des emménagements de la cale et du faux-pont du bâtiment à vapeur de 220 ch., Le Véloce (Rochefort, le 3 décembre 1840)[29].
- Projet de mâture et de voilure pour une frégate à vapeur de 450 ch., Gomer, Asmodée et Monge (Rochefort, le 16 avril 1841)[30]
- Plans du Coligny, mis en chantier en 1845 [31],[32].